# Economia agro-alimentare
Economia agro-alimentare (dal n. 2/2016 Economia agro-alimentare/Food Economy) è una rivista accademica con peer-review, a cadenza quadrimestrale, che si occupa di questioni socio-economiche, politiche, legali e tecniche legate all'agricoltura ed ai sistemi alimentari. Viene pubblicata dall'editore FrancoAngeli per conto della Società italiana di economia agro-alimentare. 

## Storia editoriale
La rivista è stata fondata nel 1996 da Fausto Cantarelli e dal 2020 è diventata ad accesso aperto. Gli articoli sono oggi pubblicati principalmente in inglese e in italiano, in passato occasionalmente anche in francese, spagnolo e tedesco. La rivista è presente in alcune banche dati della letteratura scientifica, come Scopus, CAB International, EBSCO Information Services, EconLit (dal fascicolo 1 del 2011), e RePEc. 

## Direzione scientifica
I direttori scientifici della rivista sono stati:
- Fausto Cantarelli (1996-2004)
- Dario Casati (2006-2011)
- Gervasio Antonelli (2011-2016)
- Maurizio Canavari (dal 2017)